# 이프리키야

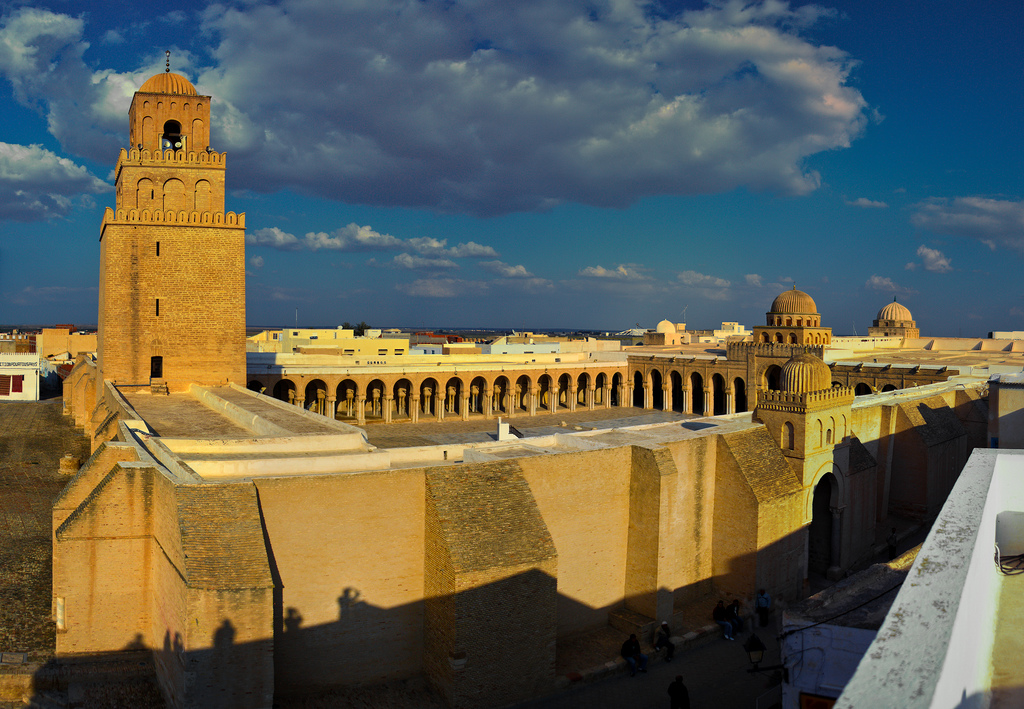

이프리키야(إفريقية 'ifrīqīyah)는 북아프리카의 중서부를 가리키는 역사적 지역 이름이다. 대략 현재 튀니지에서 알제리 동부 지역을 말한다.
이 명칭은 아랍인에 의한 정복 후에 사용되었지만, 이후 모로코 지역 등과 함께 마그레브라고 불리게 된다. 즉 리비아보다 서쪽에 있던 북아프리카 지역 전체를 가리키는 명칭이었다.

## 같이 보기
- 아프리카 속주
- 지리 토후국
- 마그레브